# Camelobaetidius tuberosus
Camelobaetidius tuberosus, popularmente conhecida como efemérida ou siriruia, é uma espécie de efemeróptero da família dos betídeos (Baetidae). É endêmica da América do Sul, onde ocorre no Paraguai, Argentina e Brasil. É classificada como pouco preocupante (LC) por conta de sua ampla ocorrência. Falta uma descrição dos adultos e a espécie foi classificada com base em suas larvas, que apresentam características distintivas. As principais ameaças à espécie são a poluição de corpos d'água e assoreamento, embora não coloquem a espécie em risco no futuro próximo. Por esse motivo, foi classificada como pouco preocupante (LC).

## Nome
O nome popular efemérida foi construído com base no nome do gênero Ephemera + o sufixo -ída. Seu primeiro registro remonta o século XVII. Siriruia, ou suas formas alternativas sililuia e sirirujá, aparentemente derivavam de aleluia (do latim alleluĭa ou halleluiah) por cruzamento com siriri. Seu epíteto específico tem origem latina e significa "cheio de tubérculos".

## Taxonomia
Camelobaetidius tuberosus foi descrita por Lugo-Ortiz & McCafferty em 1999. Faz parte da família dos betídeos. Falta uma descrição dos adultos e a espécie foi reconhecida com base na descrição de suas larvas. A presença de um par de tubérculos eretos e rombosos na região medial do pronoto, além de um único tubérculo mediano, levemente ereto e romboso no metanoto, distingue C. tuberosus de todas as outras larvas conhecidas do gênero. Outras características diagnósticas de C. tuberosus incluem a presença de cerdas minúsculas, finas e simples entre as próteses e as molas das mandíbulas, o primeiro segmento do palpo maxilar com produção apicomediana, o número de dentículos nas garras tarsais e a coloração abdominal. Morfologicamente, C. tuberosus parece estar estreitamente relacionado à espécie brasileira C. phaedrus.

## Descrição
A larva de Camelobaetidius tuberosus tem comprimento corporal de 4,4 milímetros, enquanto os filamentos caudais medem três milímetros. A cabeça apresenta coloração amarelo-acastanhada média no vértice e creme na fronte, clípeo e genas. As antenas são de tom amarelo-acastanhado pálido e têm aproximadamente 2,5 vezes o comprimento da cápsula cefálica. O lábrio exibe uma fileira anterodorsal com oito cerdas longas, finas e simples. A mandíbula esquerda possui seis dentículos, com a prótese robusta e apicalmente denticulada, além de apresentar cerdas finas e simples, de tamanho diminuto, entre a prótese e o processo subtriangular. Já a mandíbula direita também conta com seis dentículos; sua prótese é delgada, com cerdas finas e simples dispostas na região apical e medial.
As maxilas apresentam o primeiro segmento do palpo com produção medial subdistal, enquanto o segundo segmento tem comprimento semelhante ao primeiro. No lábio, as glossas têm comprimento subigual ao das paraglossas, ambas com formato estreito e alongado. O primeiro segmento do palpo labial tem comprimento similar ao dos segmentos segundo e terceiro combinados. O segmento II é aproximadamente cinco vezes mais longo que o segmento III e apresenta uma projeção distomedial moderada. O terceiro segmento é largo na base e estreito no ápice.
No tórax, o pronoto exibe um par de tubérculos medianos eretos, com ápices rombosos, apresentando coloração de creme a marrom-médio. Os fêmures são cremes, com as margens proximal, dorsal e distal em marrom-médio, além de uma linha anterodorsal fina; dorsalmente, há uma fileira de 40 a 45 cerdas longas, robustas e simples. As tíbias têm coloração creme, com numerosas cerdas curtas, finas e simples na superfície dorsal e algumas cerdas curtas, agudas e simples na face ventral. Os tarsos são marrom-médio, glabros dorsalmente, apresentando ventralmente cerdas curtas, agudas e simples, além de uma cerda longa, robusta e simples em posição subdistal. As garras tarsais são espatuladas, com 15 a 17 dentículos.
O abdome apresenta os tergos 1 a 9 com uma linha medial tênue e pouco visível. O tergito I é creme, com tonalidade preta difusa. Os tergitos II e V são cremes com porções anteriores em marrom-claro, enquanto os tergitos III e IV são cremes com áreas submediais e sublaterais escurecidas. Os tergitos VI a X são amarelo-acastanhados pálidos, com margens um pouco mais escuras. Os esternos variam de creme a amarelo-acastanhado pálido. As brânquias são ausentes de traqueias ou apresentam traqueação muito fraca. O filamento caudal mediano mede aproximadamente 0,6 vezes o comprimento dos cercos.

## Distribuição e habitat
A espécie é endêmica da América do Sul, onde ocorre no Argentina, Paraguai e Brasil. No Brasil, está presente nos estados do Ceará, Maranhão, Mato Grosso, Minas Gerais, Piauí e Tocantins, nos biomas da Caatinga e do Cerrado. Em termos hidrológicos, ocorre nas sub-bacias do Araguaia, do Baixo Parnaíba, do Alto São Francisco e do Alto Tocantins.

## Ecologia
As espécies do gênero Camelobaetidius apresentam adaptações morfológicas que lhes permitem se fixar firmemente nas superfícies do substrato de rios com correnteza rápida, utilizando para isso garras tarsais especializadas. Esse comportamento indica uma estreita associação com ambientes de águas correntes e substratos específicos, sugerindo que podem depender de habitats bem preservados, com pouca alteração física ou química, para sua sobrevivência.

## Conservação
Em 2018, Camelobaetidius tuberosus foi classificada como pouco preocupante (LC) no Livro Vermelho da Fauna Brasileira Ameaçada de Extinção do Instituto Chico Mendes de Conservação da Biodiversidade (ICMBio). As principais ameaças à espécie são a poluição de corpos d'água e assoreamento, embora não coloquem a espécie em risco no futuro próximo. Em sua área de distribuição, está presente na área de conservação da Serra da Ibiapaba (APA Serra da Ibiapaba).